# Чичканов Петро Миколайович
Чичканов Петро Миколайович (7 липня 1922, с. Яманкаси, Чуваська АО — 12 січня 2008, Київ) — чуваський письменник, поет, перекладач, художник. Член Спілки журналістів СРСР (1958), член Спілки письменників СРСР (1969).
Дослідник творчості Сеспель Мішші. Вніс великий внесок у розвиток чувасько-українських літературних зв'язків.

## Біографія
Петро Чичканов народився в селянській родині в селі Яманкаси Канаського району Чуваської автономної області.
Мистецьку освіту здобув в Чебоксарському художньому училищі. Після профнавчання працював літспівробітником в Канашській районній газеті «За соціалізм», потім — художником-ретушером в Чебоксарській друкарні.
У роки Другої світової війни закінчив техніко-артилерійське училище. Брав участь в боях на Орловсько-Курській дузі у складі сталінської армії, на території Білорусії. Після важкого поранення на початку 1945 року командування старшого лейтенанта-техніка направило в газету «Сталінська гвардія» 1-ї гвардійської танкової армії. До 1950 служив в багатотиражній газеті окупаційної групи  російських військ "Київський військовий округ"
З 1950 року до кінця життя працював головним художником журналу «Україна».
У 1987—1988 роках працював в Чувашії, у Чебоксарах, художнім редактором журналу «Ялав» (Прапор).